# Châteauneuf-Val-de-Bargis
Châteauneuf-Val-de-Bargis és un municipi francès, situat al departament del Nièvre i a la regió de Borgonya - Franc Comtat. L'any 2007 tenia 576 habitants.

## Demografia

### Població
El 2007 la població de fet de Châteauneuf-Val-de-Bargis era de 576 persones. Hi havia 283 famílies, de les quals 106 eren unipersonals (59 homes vivint sols i 47 dones vivint soles), 106 parelles sense fills, 63 parelles amb fills i 8 famílies monoparentals amb fills.
La població ha evolucionat segons el següent gràfic:
Habitants censats

### Habitatges
El 2007 hi havia 492 habitatges, 280 eren l'habitatge principal de la família, 166 eren segones residències i 47 estaven desocupats. 469 eren cases i 22 eren apartaments. Dels 280 habitatges principals, 225 estaven ocupats pels seus propietaris, 40 estaven llogats i ocupats pels llogaters i 15 estaven cedits a títol gratuït; 3 tenien una cambra, 21 en tenien dues, 74 en tenien tres, 80 en tenien quatre i 102 en tenien cinc o més. 184 habitatges disposaven pel capbaix d'una plaça de pàrquing. A 128 habitatges hi havia un automòbil i a 104 n'hi havia dos o més.

### Piràmide de població
La piràmide de població per edats i sexe el 2009 era:
| Homes | Edats   | Dones |
| ----- | ------- | ----- |
| 0     | 95 o +  | 4     |
| 0     | 90 a 94 | 0     |
| 8     | 85 a 89 | 12    |
| 8     | 80 a 84 | 8     |
| 20    | 75 a 79 | 32    |
| 4     | 70 a 74 | 20    |
| 20    | 65 a 69 | 24    |
| 24    | 60 a 64 | 12    |
| 4     | 55 a 59 | 16    |
| 24    | 50 a 54 | 28    |
| 28    | 45 a 49 | 16    |
| 12    | 40 a 44 | 28    |
| 4     | 35 a 39 | 12    |
| 20    | 30 a 34 | 16    |
| 24    | 25 a 29 | 12    |
| 16    | 20 a 24 | 4     |
| 12    | 15 a 19 | 8     |
| 24    | 10 a 14 | 20    |
| 8     | 5 a 9   | 16    |
| 8     | 0 a 4   | 16    |

## Economia
El 2007 la població en edat de treballar era de 318 persones, 211 eren actives i 107 eren inactives. De les 211 persones actives 195 estaven ocupades (111 homes i 84 dones) i 16 estaven aturades (9 homes i 7 dones). De les 107 persones inactives 60 estaven jubilades, 15 estaven estudiant i 32 estaven classificades com a «altres inactius».

### Ingressos
El 2009 a Châteauneuf-Val-de-Bargis hi havia 273 unitats fiscals que integraven 566,5 persones, la mediana anual d'ingressos fiscals per persona era de 16.961 €.

### Activitats econòmiques
Dels 35 establiments que hi havia el 2007, 2 eren d'empreses alimentàries, 8 d'empreses de construcció, 6 d'empreses de comerç i reparació d'automòbils, 3 d'empreses de transport, 2 d'empreses d'hostatgeria i restauració, 2 d'empreses d'informació i comunicació, 1 d'una empresa financera, 3 d'empreses de serveis, 7 d'entitats de l'administració pública i 1 d'una empresa classificada com a «altres activitats de serveis».
Dels 11 establiments de servei als particulars que hi havia el 2009, 1 era una oficina de correu, 1 taller de reparació d'automòbils i de material agrícola, 2 paletes, 1 fusteria, 5 lampisteries i 1 perruqueria.
Dels 5 establiments comercials que hi havia el 2009, 1 era una botiga de més de 120 m², 2 fleques i 2 carnisseries.
L'any 2000 a Châteauneuf-Val-de-Bargis hi havia 17 explotacions agrícoles que ocupaven un total de 1.666 hectàrees.

## Equipaments sanitaris i escolars
El 2009 hi havia 1 farmàcia i 1 ambulància.
El 2009 hi havia una escola elemental.

## Poblacions més properes
El següent diagrama mostra les poblacions més properes.